# Кубок Польщі з футболу 1976—1977
Кубок Польщі з футболу 1976–1977 — 23-й розіграш кубкового футбольного турніру в Польщі. Титул втретє здобув Заглембє (Сосновець).

## Календар
| Раунд        | Матчі | Клуби   |
| ------------ | ----- | ------- |
| Перший раунд | 16    | 48 → 32 |
| 1/16 фіналу  | 16    | 32 → 16 |
| 1/8 фіналу   | 8     | 16 → 8  |
| 1/4 фіналу   | 4     | 8 → 4   |
| 1/2 фіналу   | 2     | 4 → 2   |
| Фінал        | 1     | 2 → 1   |

## Перший раунд
| Команда 1                | Рахунок | Команда 2                 |
| ------------------------ | ------- | ------------------------- |
| Радомяк (Радом)          | 2:0     | Полонія (Гданськ)         |
| Стоміл (Ольштин)         | 1:2     | Гвардія (Варшава)         |
| РКС Ґродзец              | 0:3     | Унія (Освенцим)           |
| Гарбарня (Краків)        | 0:1     | РОВ-2 (Рибник)            |
| Арконія (Щецин)          | 3:0     | Гвардія (Кошалін)         |
| Олімпія (Каменна Ґура)   | 3:1     | Конкордія (Кнурув)        |
| Каня (Ґостинь)           | 3:1     | ПТЦ Паб'яниці             |
| Олімпія (Ельблонг)       | 4:0     | Полонія (Познань)         |
| Одра (Вроцлав)           | 4:2     | Сталь (Кузня-Рациборська) |
| Колеяж (Перемишль)       | 2:0     | Мотор (Люблін)            |
| Хемік (Бидгощ)           | 0:1     | Лехія (Гданськ)           |
| Метал (Ключборк)         | 2:3 дч  | Спарта (Забже)            |
| Гутник-2 (Краків)        | 0:5     | Сталь (Стальова Воля)     |
| Вісла (Плоцьк)           | 1:2 дч  | Орзел (Лодзь)             |
| БКС Бобжане (Болеславец) | 1:2 дч  | Застал (Зелена Гура)      |
| Авіа (Свідник)           | 2:0     | Ягеллонія (Білосток)      |

## 1/16 фіналу
| Команда 1              | Рахунок      | Команда 2            |
| ---------------------- | ------------ | -------------------- |
| Орзел (Лодзь)          | 2:0          | Рух (Хожув)          |
| Радомяк (Радом)        | 0:2          | Погонь (Щецин)       |
| Авіа (Свідник)         | 0:1          | Легія (Варшава)      |
| Гвардія (Варшава)      | 0:1          | Відзев (Лодзь)       |
| Унія (Освенцим)        | 1:4          | ГКС (Тихи)           |
| РОВ-2 (Рибник)         | 1:1 пен. 2:4 | Шомберки (Битом)     |
| Каня (Ґостинь)         | 0:6          | Заглембє (Сосновець) |
| Одра (Вроцлав)         | 2:3 дч       | Полонія (Битом)      |
| Олімпія (Каменна Ґура) | 1:4          | ЛКС (Лодзь)          |
| Олімпія (Ельблонг)     | 1:0 дч       | РОВ (Рибник)         |
| Колеяж (Перемишль)     | 0:2          | Сталь (Ряшів)        |
| Лехія (Гданськ)        | 0:2 дч       | Гурник (Забже)       |
| Спарта (Забже)         | 0:2          | Вісла (Краків)       |
| Сталь (Стальова Воля)  | 0:3          | Сталь (Мелець)       |
| Застал (Зелена Гура)   | 1:2          | Шльонськ (Вроцлав)   |
| Арконія (Щецин)        | 0:2          | Лех (Познань)        |

## 1/8 фіналу
| Команда 1          | Рахунок | Команда 2            |
| ------------------ | ------- | -------------------- |
| Орзел (Лодзь)      | 2:1     | Лех (Познань)        |
| Гурник (Забже)     | 0:1     | Легія (Варшава)      |
| Полонія (Битом)    | 3:1     | Відзев (Лодзь)       |
| ГКС (Тихи)         | 3:2     | Шомберки (Битом)     |
| Погонь (Щецин)     | 0:2     | Заглембє (Сосновець) |
| ЛКС (Лодзь)        | 2:0     | Шльонськ (Вроцлав)   |
| Олімпія (Ельблонг) | 0:1 дч  | Вісла (Краків)       |
| Сталь (Ряшів)      | 0:1     | Сталь (Мелець)       |

## 1/4 фіналу
| Команда 1            | Рахунок | Команда 2       |
| -------------------- | ------- | --------------- |
| Орзел (Лодзь)        | 0:1     | Полонія (Битом) |
| Легія (Варшава)      | 2:1     | ГКС (Тихи)      |
| Сталь (Мелець)       | 4:1     | ЛКС (Лодзь)     |
| Заглембє (Сосновець) | 3:1     | Вісла (Краків)  |

## 1/2 фіналу
| Команда 1            | Рахунок | Команда 2       |
| -------------------- | ------- | --------------- |
| Полонія (Битом)      | 2:1     | Легія (Варшава) |
| Заглембє (Сосновець) | 1:0     | Сталь (Мелець)  |

## Фінал
| 21 липня 1977 |

| Заглембє (Сосновець) | 1:0      | Полонія (Битом) |
| -------------------- | -------- | --------------- |
| Сончек 56'           | Протокол |                 |

| Сілезький стадіон, Хожув Глядачів: 30 000 Арбітр: Марян Кустонь |